# Rajnovšče
Rajnovšče so naselje v Občini Novo mesto.